# Sidney Morin
Sidney Morin (née le 6 juin 1995 à Minnetonka dans l'État du Minnesota) est une joueuse de hockey sur glace américaine évoluant dans la ligue élite en tant que défenseure. Elle a remporté une médaille d'or aux Jeux olympiques de Pyeongchang en 2018.

## Biographie

### En club
Sidney Morin joue dans l'équipe des Minnetonka High, lycée de sa ville d'origine, qui évolue dans la ligue des United States High School (USHS) gérée par la fédération USA Hockey. Après ses 4 années, elle entre dans l'équipe universitaire des Bulldogs de Minnesota-Duluth, jouant dans la ligue universitaire de hockey féminin NCAA. Elle occupe le poste de capitaine lors de sa dernière année.
Par la suite, elle choisit de jouer à l'étranger, dans la ligue suédoise SDHL pour l'équipe du MODO Hockey lors de la saison 2017-2018. Celle-ci est écourtée à la suite de la sélection tardive de Morin dans l'équipe nationale pour les jeux olympiques de Pyeongchang . 
Morin signe pour la saison suivante toujours en SDHL mais change d'équipe, rejoignant les Linköpings HC.
En 2024, elle évolue pour le Fleet de Boston dans la Ligue professionnelle de hockey féminin.

### En équipe nationale
Sidney Morin participe pour l'équipe des États-Unis au championnat du monde des moins de 18 ans 2013, remportant une première médaille d'argent. Par la suite elle est membre de l'équipe olympique aux Jeux olympiques de 2018 et remporte une médaille d'or .

## Statistiques

### En club
| Saison      | Équipe                       | Ligue       |     | Saison régulière | Saison régulière | Saison régulière | Saison régulière | Saison régulière |   | Séries éliminatoires | Séries éliminatoires | Séries éliminatoires | Séries éliminatoires | Séries éliminatoires |
| Saison      | Équipe                       | Ligue       | PJ  | B                | A                | Pts              | Pun              | PJ               | B | A                    | Pts                  | Pun                  |                      |                      |
| 2013-2014   | Bulldogs de Minnesota-Duluth | NCAA        | 35  | 5                | 10               | 15               | 12               |                  |   |                      |                      |                      |                      |                      |
| 2014-2015   | Bulldogs de Minnesota-Duluth | NCAA        | 37  | 2                | 13               | 15               | 4                |                  |   |                      |                      |                      |                      |                      |
| 2015-2016   | Bulldogs de Minnesota-Duluth | NCAA        | 37  | 4                | 12               | 16               | 6                |                  |   |                      |                      |                      |                      |                      |
| 2016-2017   | Bulldogs de Minnesota-Duluth | NCAA        | 37  | 8                | 16               | 24               | 14               |                  |   |                      |                      |                      |                      |                      |
| 2017-2018   | MODO Hockey                  | SDHL        | 21  | 10               | 22               | 32               | 10               | 5                | 2 | 2                    | 4                    | 0                    |                      |                      |
| 2018-2019   | Linköpings HC                | SDHL        | 32  | 17               | 21               | 38               | 12               | 9                | 4 | 7                    | 11                   | 0                    |                      |                      |
| 2019-2020   | HV 71                        | SDHL        | 36  | 15               | 34               | 49               | 8                | 6                | 3 | 5                    | 8                    | 0                    |                      |                      |
| 2020-2021   | HV 71                        | SDHL        | 36  | 18               | 47               | 65               | 6                | 5                | 0 | 8                    | 8                    | 0                    |                      |                      |
| 2021-2022   | HC Ladies Lugano             | SWHL A      | 25  | 20               | 38               | 58               | 2                | 5                | 5 | 3                    | 8                    | 6                    |                      |                      |
| 2022-2023   | Whitecaps du Minnesota       | FPH         | 24  | 7                | 10               | 17               | 4                | 3                | 1 | 1                    | 2                    | 0                    |                      |                      |
| Totaux NCAA | Totaux NCAA                  | Totaux NCAA | 158 | 115              | 170              | 285              | 48               |                  |   |                      |                      |                      |                      |                      |

### En équipe nationale
| Année | Équipe             | Compétition                  |   | PJ | B | A | Pts | Pun               |  | Résultat |
| 2013  | États-Unis - 18ans | Championnat du monde - 18ans | 5 | 1  | 0 | 1 | 2   | Médaille d'argent |  |          |
| 2018  | États-Unis         | Jeux Olympiques              | 5 | 0  | 2 | 2 | 2   | Médaille d'or     |  |          |